# Konfuciusz-templom (Tajpej)
A tajpeji Konfuciusz-templom (臺北孔子廟) a tajvani főváros legrégebbi konfuciánus imahelye.
A templomot 1879-ben kezdték építeni, és 1884-ben fejezték be. 1895-ben a japánok elfoglalták a szigetet. A megszállás alatt a templomot megrongálták és az emléktáblák többségét megsemmisítették. A szertartásokon használt kellékek és a hangszerek elvesztek, az épület jelentősen leromlott. A konfuciánus szertartásokat felfüggesztették. 1907-ben a japánok a templomot lerombolták, hogy a helyén lánygimnáziumot építsenek. Ezen belül egy pavilont emeltek, ahol a megmaradt faragott emléktáblákat elhelyezték. A pavilont évente egyszer, Konfuciusz születésnapján megnyitották a tanulók és a tanárok előtt.
Az 1920-as években városi politikusok és üzletemberek területet vásároltak, hogy megkezdhessék az új Konfuciusz-templom építését. 1927-ben megindult az építkezés, de az 1930-as évek elején tőkehiány miatt leállt. Az adományoknak köszönhetően végül 1939-ben sikerült a templomot befejezni. A komplexum mai mérete 13 776 négyzetméter. A második világháború kitörésekor a japán hatóságok betiltották a kínai vallási szertartásokat. A háború után a templomot felújították.